# Buday József
Buday József, Budai (Szeged, 1854. január 16. – Budapest, 1906. január 20.) bölcsészdoktor, főreáliskolai tanár, egyetemi magántanár, újságíró, lapszerkesztő, Buday Dénes zeneszerző, színigazgató apja.

## Életútja
Budai József kereskedő és Hasenblatz Anna fia. Középiskoláit a budapesti kegyesrendiek és a győri bencések gimnáziumában végezte és mint bölcselethallgató két és fél évet a Budapesti Tudományegyetemen töltött. 1877-ben tanári vizsgát tett magyar irodalomból és bölcseletből. 1878. januárban bölcsészdoktorrá avatták. Ezután nagyobb utazásokat tett, különösen Olaszországban. 1877-ben az újvidéki magyar gimnáziumhoz a magyar nyelv, irodalom és bölcselet tanárává nevezték ki. 1883-ban a budapesti II. kerületi állami főreáliskolához helyezték át és az akkor alakult Országos magyar iskola-egyesület jegyzőjévé választották. 1890-ben egyetemi magántanári címet kapott. Messze kiterjedő irodalmi munkássága a hírlapirodalom, a szakfolyóiratok többféle ágában oszlik meg, s ezek nagyobbrészt közművelődési és filozófiai tárgyakra vonatkoznak.
1877 és 1883 között az Ujvidék című hírlap állandó munkatársa volt, amelybe vezércikkeket írt. A Pesti Naplónál is dolgozott (1879–83. levelezője 1884. 18. 85. sz. 305. sz. Horváth Cyrill életr. 1887. 125. 233. sz.), de írt a Budai Hirlapba (1884. 137. sz.), a Magyar Ifjuság Lapjába (1885.), az Ujvidéki kir. kath. gymn. Értesítőjébe (1879.). Az első közművelődési Congressus Naplójába a kongresszus történetét írta.
A Magyar Philosophiai Szemlének kezdettől (1882.) munkatársa és 1885–86-ban egyik szerkesztője volt.
Felesége Mihalovits Emília (1866–1929) volt.

## Munkái
- A bánsági német telepítvények és a Schulvereinok. Újvidék, 1887. (Különnyomat az Ujvidékből)
- Az egyéni halhatatlanság (Újvidék, 1887)
- A positivismus nevelési rendszere (Budapest, 1889., különnyomat a Magyar Philosophiai Szemléből)
- Giordano Bruno élete és bölcselete (Budapest, 1889., különnyomat a Magyar Philosophiai Szemléből)